# Људевит Село
Људевит Село (чеш. Lipovec) је насељено мјесто у Западној Славонији. Припада граду Дарувару, у Бјеловарско-билогорској жупанији, Република Хрватска.

## Географија
Људевит Село се налази око 3,5 км сјеверозападно од Дарувара.

## Становништво
Према попису становништва из 2011. године, насеље Људевит Село је имало 252 становника.
| Демографија | Демографија | Демографија |
| Година      | Становника  | Становника  |
| ----------- | ----------- | ----------- |
| 1981.       | 218         |             |
| 1991.       | 262         |             |
| 2001.       | 253         |             |

## Попис1991.
На попису становништва 1991. године, насељено место Људевит Село је имало 262 становника, следећег националног састава:
| Попис 1991.‍ | Попис 1991.‍ | Попис 1991.‍ | Попис 1991.‍ | Попис 1991.‍ |
| ----------- | ----------- | ----------- | ----------- | ----------- |
|             |             |             |             |             |
| Чеси        | Чеси        |             | 186         | 70,99%      |
| Хрвати      | Хрвати      |             | 64          | 24,42%      |
| Југословени | Југословени |             | 8           | 3,05%       |
| Срби        | Срби        |             | 3           | 1,14%       |
| Мађари      | Мађари      |             | 1           | 0,38%       |
| укупно: 262 |             |             |             |             |